# Laíla
Luiz Fernando Ribeiro do Carmo (Rio de Janeiro, 27 de maio de 1943 – Rio de Janeiro, 18 de junho de 2021), mais conhecido como Laíla, foi um multiartista do carnaval brasileiro, desempenhando diversas atividades ao longo de sua carreira. Laíla foi ritmista, compositor, intérprete de samba-enredo, diretor de carnaval, diretor de harmonia, produtor musical e carnavalesco. É um dos maiores vencedores da história do carnaval carioca, tendo conquistado dezessete títulos no grupo de elite, ocupando cargos de liderança, além de outras conquistas no grupo de acesso e nos carnavais de Belém e Porto Alegre.
Nascido na Tijuca e criado no Morro do Salgueiro, Laíla frequentava blocos carnavalescos e escolas de samba desde criança. Esteve no Salgueiro desde a sua fundação em 1953, mas passou a ocupar cargo de liderança em 1968, quando assumiu a Direção de Carnaval e Harmonia da escola. Na agremiação, foi campeão dos carnavais de 1969, 1971, 1974 e 1975. Teve três passagens marcantes pela Beija-Flor de Nilópolis. Na primeira, conquistou os títulos de 1976, 1977, 1978 e 1980. Na segunda passagem, participou do histórico desfile "Ratos e Urubus, Larguem Minha Fantasia" (1989), quando teve a ideia de criar o "Cristo mendigo", uma das imagens mais marcantes da história do carnaval carioca. Na terceira e mais duradoura passagem pela Beija-Flor, Laíla conquistou mais nove títulos (1998, 2003, 2004, 2005, 2007, 2008, 2011, 2015 e 2018). Com rigidez nos ensaios, fez a comunidade nilopolitana desenvolver um canto forte e uma evolução quase sempre impecável, o que deu à escola o apelido de "rolo compressor" da Sapucaí. Venceu a segunda divisão do carnaval carioca em 1980 com a Unidos da Tijuca e em 1992 com a Grande Rio. Foi campeão do carnaval de Belém com a Arco-Íris em 1986 e 1987; e venceu o carnaval de Porto Alegre em 1999 com a Estado Maior da Restinga. Também teve passagens pelo carnaval de São Paulo.
Com personalidade forte e firmeza em seus posicionamentos, Laíla colecionou admiradores e desafetos. Sua carreira foi marcada por inovações e ideias ousadas. Laíla é o criador da junção (ou fusão) de samba-enredo, que acontece quando o samba oficial da escola é resultado da junção de duas ou mais obras concorrentes da disputa de samba realizada pela agremiação. Para o carnaval de 1998, Laíla criou uma comissão de carnavalescos na Beija-Flor, descentralizando a confecção dos desfiles em uma só pessoa. Ainda na Beija-Flor, inovou ao colocar um coral de sopranos e uma cantora lírica junto com Neguinho da Beija-Flor no desfile de 1995; ao realocar o primeiro casal de mestre-sala e porta-bandeira para desfilar logo após a Comissão de Frente no desfile de 2002; ao integrar a Comissão de Frente com o primeiro casal no desfile de 2014; e ao abolir a tradicional divisão do desfile em alas no carnaval de 2017.
Laíla morreu em 18 de junho de 2021, aos 78 anos de idade, após sofrer uma parada cardíaca, enquanto estava internado para tratar da COVID-19. O artista foi casado por mais de cinquenta anos com Marli da Silva Ribeiro, com quem teve dois filhos: Luiz Cláudio da Silva Ribeiro e Denize da Silva Ribeiro. Laíla também é pai adotivo de Laísa Lima. Em 2022, a peça teatral "Joãosinho e Laíla: Ratos e Urubus, Larguem Minha Fantasia" retratou o processo de criação do desfile "Ratos e Urubus", com foco na parceria entre Laíla e Joãosinho Trinta. A Beija-Flor homenageou Laíla no carnaval de 2025 com o enredo "Laíla de Todos os Santos, Laíla de Todos os Sambas", vencendo o carnaval carioca pela décima quinta vez.

## Biografia

### 1943–1975: Infância e sucesso no Salgueiro

Morro do Salgueiro em registro de 1971.

Luiz Fernando Ribeiro do Carmo nasceu no bairro da Tijuca, na Zona Norte do Rio de Janeiro. Seu nome artístico surgiu na infância. Quando criança, gostava muito de laranja, mas não conseguia pronunciar o nome da fruta, chamando-a de "laíla", ganhando esse apelido da família. Filho de pai desconhecido nos documentos e órfão de mãe ainda criança, Laíla foi criado em uma família de mulheres no Morro do Salgueiro. Desde pequeno frequentava os blocos e escolas de samba do bairro. Aos sete anos de idade criou a escola de samba mirim Independente da Ladeira, na qual comandou a bateria durante vários anos. Também frequentava a escola de samba Depois Eu Digo, onde sua mãe desfilava como Destaque. Após o carnaval de 1953, a Depois Eu Digo se juntou com outra escola do Morro do Salgueiro, a Azul e Branco, dando origem ao Acadêmicos do Salgueiro, onde Laíla passou a auxiliar Bala, o diretor de harmonia de agremiação. Aos quatorze anos de idade, com sua mãe já falecida, Laíla ingressou na Ala de Compositores do Salgueiro, sendo o mais jovem a integrar da ala. Para o carnaval de 1960, concorreu pela primeira vez com um samba-enredo de sua autoria na disputa de samba do Salgueiro. Dois anos depois, voltou a concorrer à disputa da escola, se classificando em segundo lugar. Para o carnaval de 1968, assumiu o cargo de diretor de carnaval e harmonia do Salgueiro, onde ficou até 1975, conquistando os títulos de 1969, 1971, 1974 e 1975. Em 1973 ganhou o prêmio Estandarte de Ouro de Destaque do Ano. Laíla gravou o samba-enredo "Rei de França na Ilha da Assombração" para o álbum de sambas de enredo de 1974. No desfile, cantou o samba junto com o intérprete oficial da escola, Noel Rosa de Oliveira, e o compositor da obra, Zé Di. Em 1975, repetiu a façanha, gravando "O Segredo das Minas do Rei Salomão", e cantando a obra no desfile junto com Noel Rosa de Oliveira e Sônia Santos. Para o carnaval de 1975, Laíla inovou ao unir trechos de duas obras concorrentes da disputa de samba-enredo realizada pelo Salgueiro, criando assim a junção (ou fusão) de samba-enredo. Em sua primeira passagem pelo Salgueiro, trabalhou com carnavalescos gabaritados como Fernando Pamplona, Arlindo Rodrigues, Joãosinho Trinta, Maria Augusta, Rosa Magalhães e Max Lopes.

### 1976–1988: Chegada na Beija-Flor e passagens por outras escolas

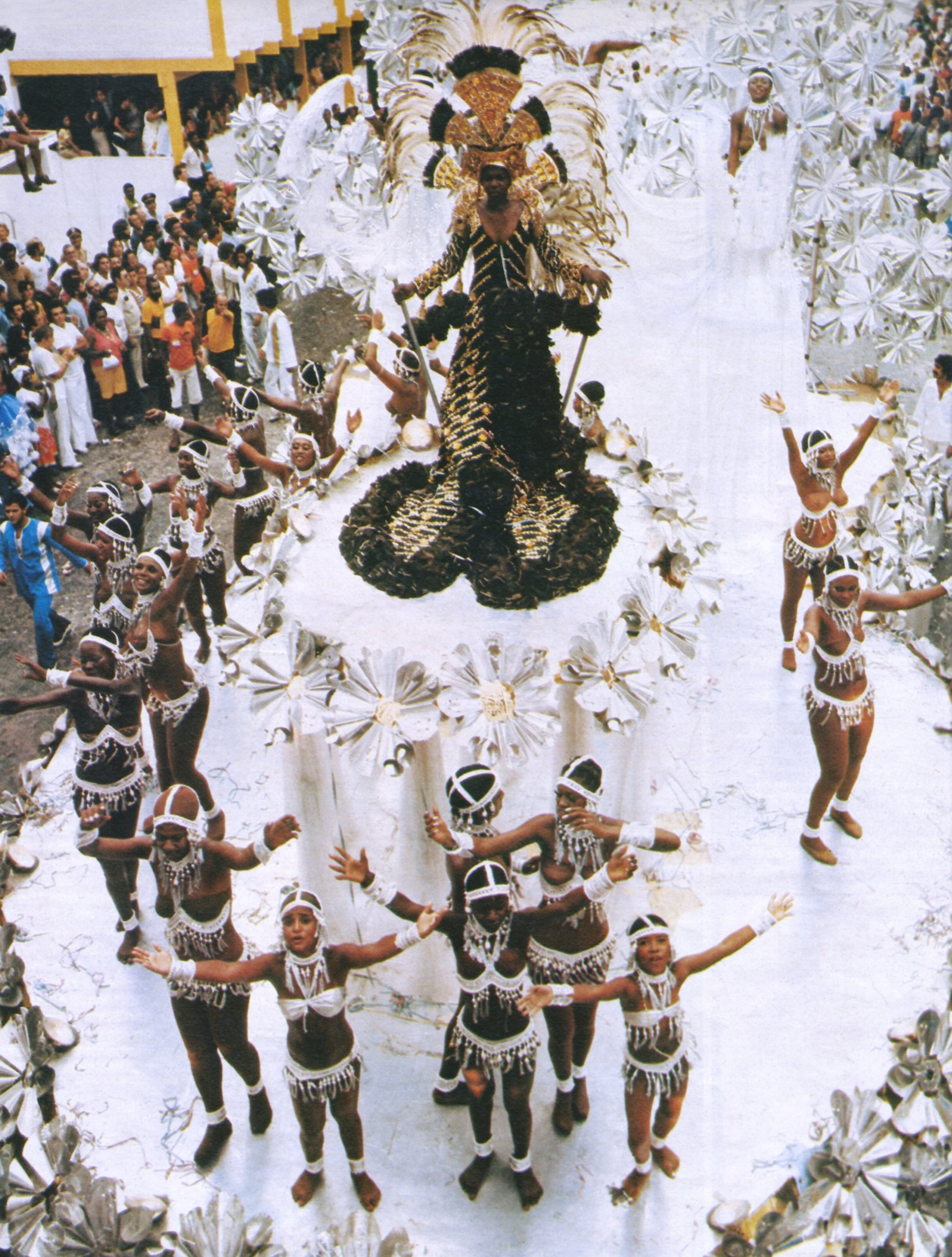
Desfile da Beija-Flor no carnaval de 1978, ano em que a escola conquistou o tricampeonato do carnaval carioca.

Após o título conquistado no Salgueiro em 1975, o carnavalesco Joãosinho Trinta se transferiu para a Beija-Flor de Nilópolis, com a promessa dos patronos da escola, os irmãos Anísio Abraão David e Nelson Abraão David, de receber melhores condições de trabalho e mais dinheiro para a confecção do desfile. Joãosinho impôs como condição a contratação de Laíla, seu "homem de confiança" no Salgueiro. A Beija-Flor que, até então, era uma escola pequena, sem grandes resultados na elite do carnaval, conquistou um tricampeonato entre 1976 e 1978, se tornando uma das protagonistas da festa. Laíla fez jornada dupla no carnaval de 1980, trabalhando na Beija-Flor no Grupo 1 e na Unidos da Tijuca no Grupo 2, sendo campeão nos dois grupos. Laíla levou o intérprete Neguinho da Beija-Flor para a Unidos da Tijuca, e junto com o carnavalesco Renato Lage, conquistaram o título da segunda divisão. Na primeira divisão, a Beija-Flor foi campeã empatada com Imperatriz Leopoldinense e Portela, conquistando o quarto título da escola em cinco anos. Com a ascensão da Unidos da Tijuca à primeira divisão, Laíla escolheu sair da Beija-Flor e continuar na escola do Morro do Borel, onde permaneceu nos carnavais de 1981 e 1982, conseguindo manter a escola no grupo de elite do carnaval carioca. Em 1981, ganhou seu segundo Estandarte de Ouro, dessa vez, de Personalidade. Ainda na década de 1980, participou da transmissão dos desfiles pela TV Globo e passou a comandar a produção dos discos de samba-enredo das escolas do grupo principal do Rio, junto com o diretor artístico Zacarias Siqueira de Oliveira e o engenheiro de som Mário Jorge Bruno, função que realizou até 2020, último carnaval antes do seu falecimento. Laíla retornou ao Salgueiro para o carnaval de 1984, mas ficou por apenas um ano. Em seu rápido retorno à escola, causou polêmica ao destituir o diretor de bateria, Mestre Louro, a poucas semanas antes do desfile. No carnaval de 1986, foi diretor de carnaval e harmonia da Unidos de Vila Isabel, mas a escola enfrentou problemas de evolução em seu desfile por causa da quebra de uma das alegorias, se classificando em 11.º lugar. Entre 1986 e 1988 foi diretor de carnaval do Grêmio Recreativo Guamaense Arco-Íris, uma escola recém fundada em Belém, que também contratou o carnavalesco Joãosinho Trinta, reeditando a parceria de sucesso da Beija-Flor, mas a pouca presença dos dois artistas no cotidiano da escola paraense causou polêmica entre os artistas locais.

### 1989–1997: Retorno à Beija-Flor, "Cristo mendigo" e Grande Rio

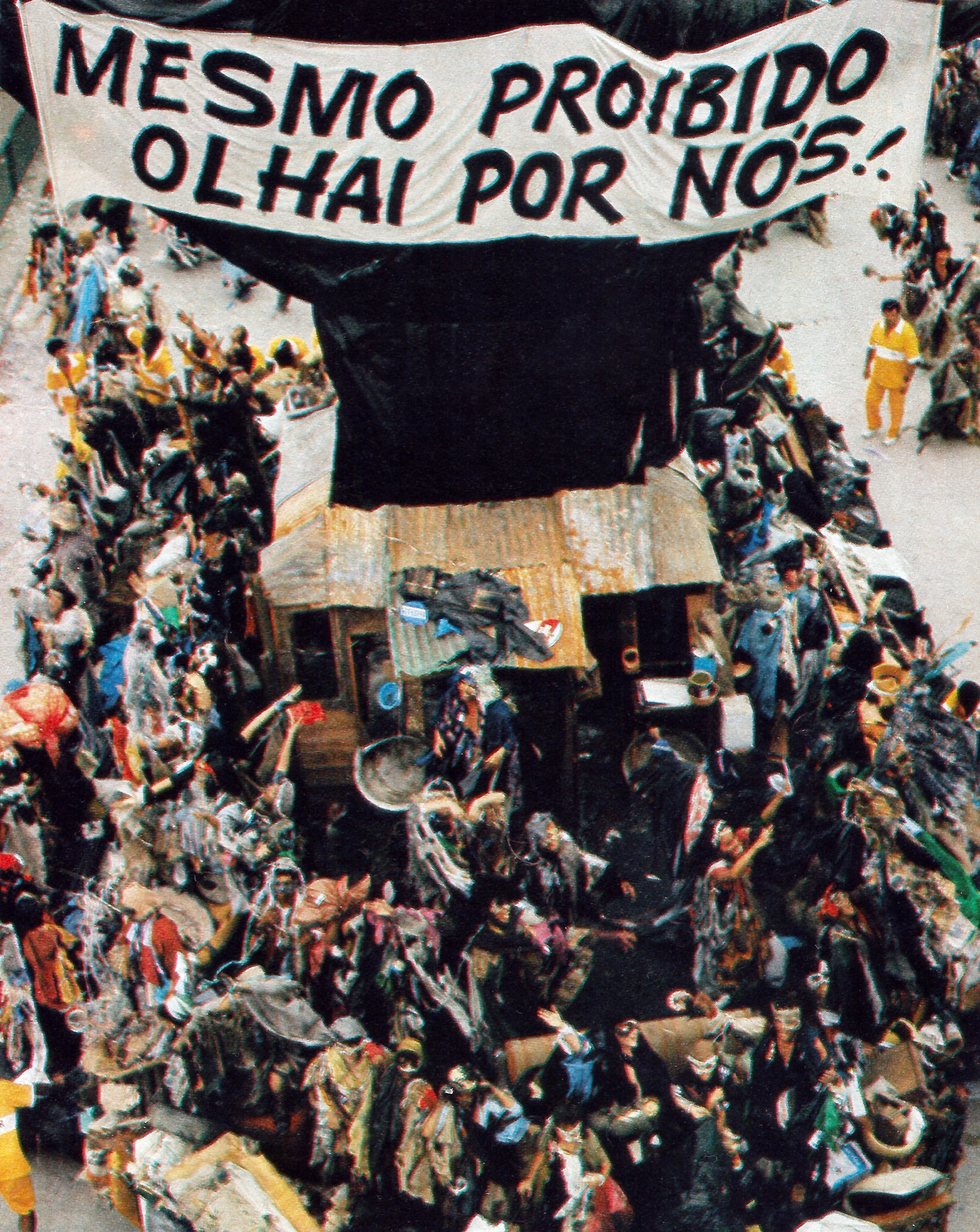
Detalhe do icônico "Cristo mendigo" da Beija-Flor no histórico desfile de 1989, que marcou o retorno de Laíla à escola.

No carnaval de 1989, Laíla retornou à Beija-Flor, participando do histórico "Ratos e Urubus, Larguem Minha Fantasia", desfile que deu à Beija-Flor o vice-campeonato daquele ano, e comumente listado entre os melhores desfiles da história do carnaval. Laíla foi o responsável pela icônica imagem do "Cristo mendigo" coberto com um saco preto. Originalmente, o carro abre-alas do desfile, criado por Joãosinho Trinta, seria uma reprodução dos Arcos da Lapa cercados por uma favela. Laíla sugeriu ao carnavalesco criar um "Cristo mendigo" saindo da favela. Joãosinho acatou a ideia e assim surgiu a icônica alegoria: uma reprodução da estátua do Cristo Redentor, vestindo trapos, emergindo de uma favela, cercada por mendigos. Na antevéspera do desfile, a Justiça do Rio de Janeiro acatou um pedido da Arquidiocese do Rio para proibir a exibição do carro alegórico. Para driblar a censura, Laíla teve a ideia de cobrir a escultura do Cristo com um plástico preto e pendurar uma faixa com a inscrição "Mesmo proibido, olhai por nós!", transformando a alegoria numa das imagens mais marcantes do carnaval carioca. No carnaval de 1990 conquistou mais um vice-campeonato para a Beija-Flor. Em 1991 a escola se classificou em quarto lugar. Laíla saiu da Beija-Flor após o carnaval de 1992, quando a escola se classificou em sétimo lugar, seu pior resultado desde 1975. Ainda em 1992, teve uma rápida passagem como diretor de harmonia da Unidos do Peruche, escola de São Paulo. Também participou do desfile da Grande Rio de 1992, que deu à escola o campeonato da segunda divisão e sua ascensão ao Grupo Especial. No carnaval de 1993, ainda na Grande Rio, realizou mais uma de suas famosas junções de samba-enredo, fazendo a fusão de três obras que resultaram no elogiado samba-enredo "No Mundo da Lua". Para o carnaval de 1995, retornou à Beija-Flor para sua terceira e mais duradoura passagem pela escola. Com um desfile em homenagem à cantora lírica Bidu Sayão, Laíla inovou colocando um coral com cerca de duzentos sopranos e uma cantora lírica, junto com Neguinho da Beija-Flor, fazendo o contracanto no refrão do samba-enredo. Também colocou instrumentistas do Theatro Municipal do Rio e da Orquestra Sinfônica Brasileira tocando violinos na bateria. A escola se classificou em terceiro lugar, repetindo a mesma posição no carnaval seguinte, de 1996.

### 1998–2016: Comissão de Carnaval e o "rolo compressor" nilopolitano

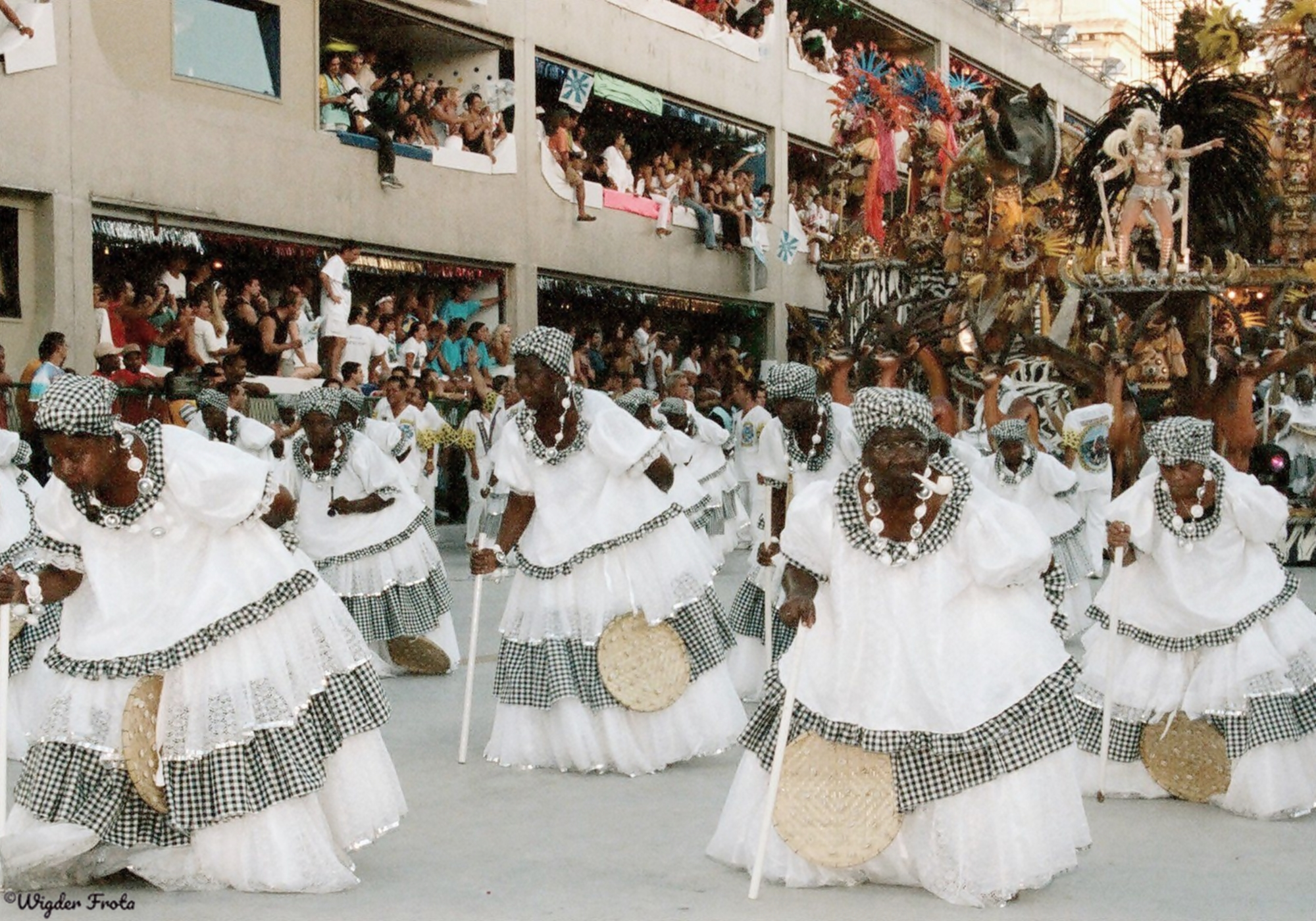
Coreografada por Laíla, a ala das pretas-velhas foi um dos destaques do desfile da Beija-Flor no carnaval de 2001.

Após o quarto lugar conquistado no carnaval de 1997, e a saída do carnavalesco Milton Cunha da Beija-Flor, Laíla decidiu montar uma comissão de carnavalescos para confeccionar o desfile da escola. Segundo Laíla, a comissão teve por objetivo eliminar os problemas causados pela "centralização" e pelo "egocentrismo" dos carnavalescos. A primeira formação da Comissão de Carnaval da Beija-Flor teve a participação de Cid Carvalho, Fran Sérgio, Amarildo de Mello, Ubiratan Silva, Paulo Fuhro, Victor Santos, Nelson Ricardo de Andrade e Anderson Müller. Todos coordenados por Laíla. Com um desfile sobre lendas dos indígenas marajoaras, a Beija-Flor conquistou o título do carnaval de 1998 empatada com a Mangueira, quebrando o jejum de quinze anos sem vitórias. Nos quatro anos seguintes a escola foi vice-campeã. Em 1999, também esteve na escola Estado Maior da Restinga, de Porto Alegre, conquistando o título de campeã do carnaval da cidade. Para o carnaval carioca de 2001, Laíla ensaiou um grupo de senhoras para representar pretas-velhas. As senhoras passaram todo o desfile numa coreografia com a coluna curvada para frente, usando bengalas, cachimbos e guias no pescoço, o que se tornou uma das imagens mais emblemáticas da apresentação que deu o vice-campeonato do carnaval para a escola. Laíla considerava o desfile de 2001 como o "maior e mais representativo" de sua vida. No carnaval de 2002, Laíla inovou ao colocar o primeiro casal de mestre-sala e porta-bandeira, Claudinho e Selminha, para desfilar imediatamente após a Comissão de Frente, quando todas as escolas alocavam o casal na frente da bateria. Ao longo dos anos, a logística proposta por Laíla foi adotada pelas demais agremiações.

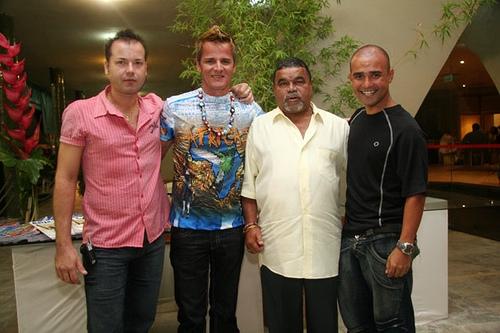
Da esquerda para direita: Fran Sérgio, Alexandre Louzada, Laíla e Ubiratan Silva. Integrantes da Comissão de Carnaval da Beija-Flor entre 2007 e 2011.

Em sua terceira passagem pela Beija-Flor, Laíla apostou na valorização da comunidade nilopolitana, diminuindo a quantidade de alas comerciais e abrindo vagas para mais pessoas de Nilópolis desfilarem na agremiação. Com rigidez nos ensaios, a comunidade da Beija-Flor desenvolveu um canto forte e uma evolução quase sempre impecável, o que lhe deu o apelido de "rolo compressor" da Sapucaí. Após quatro vice-campeonatos consecutivos, a Beija-Flor foi tricampeã entre 2003 e 2005. O samba-enredo de 2005, premiado pelo Estandarte de Ouro, foi resultado de mais uma junção realizada por Laíla. Após o quinto lugar conquistado no carnaval de 2006, a Comissão de Carnaval sofreu a primeira mudança significativa com a saída de Cid Carvalho e a chegada de Alexandre Louzada, com quem Laíla já havia trabalhado na Grande Rio. A Beija-Flor foi campeã do carnaval de 2007 e de 2008, atingindo a marca de quatro títulos em cinco anos. Na preparação para o carnaval de 2009, Laíla e o então mestre de bateria da Beija-Flor, Paulinho Botelho, tiveram discordâncias a cerca do andamento da bateria nilopolitana, o que gerou uma briga entre os dois durante o primeiro ensaio técnico da escola no Sambódromo em 2009. Passado o desfile daquele ano, que deu o vice-campeonato à Beija-Flor, a escola atendeu um pedido de Laíla e demitiu Paulinho Botelho após doze anos de trabalho na agremiação. Após o terceiro lugar conquistado no carnaval de 2010, a Beija-Flor conquistou mais um título no carnaval de 2011, com um desfile em homenagem ao cantor e compositor Roberto Carlos. Durante a preparação do desfile, ainda em setembro de 2010, Alexandre Louzada pediu demissão da Beija-Flor por causa de divergências com Laíla, mas a presidência da escola pediu que o carnavalesco permanecesse na Comissão de Carnaval. Louzada concordou em continuar, mas alegou que teve suas ideias refutadas durante toda a produção do desfile. Segundo Laíla, as discordâncias começaram durante a produção dos protótipos de fantasias. Os figurinos apresentados por Louzada estavam grandes, diferente do estilo mais simples que a Comissão gostaria de adotar para o desfile. Após o carnaval, Louzada efetivou seu desligamento da agremiação. Ainda em 2011, ao receber o prêmio Tamborim de Ouro de melhor escola para a Beija-Flor, Laíla foi vaiado ao provocar a Unidos da Tijuca em seu discurso. No palco da premiação, Laíla declarou "Não faço espetáculo, faço carnaval. Se fizesse outra coisa, seria para Las Vegas", em referência ao estilo inovador dos desfiles do carnavalesco Paulo Barros, vice-campeã de 2011 com a Tijuca.

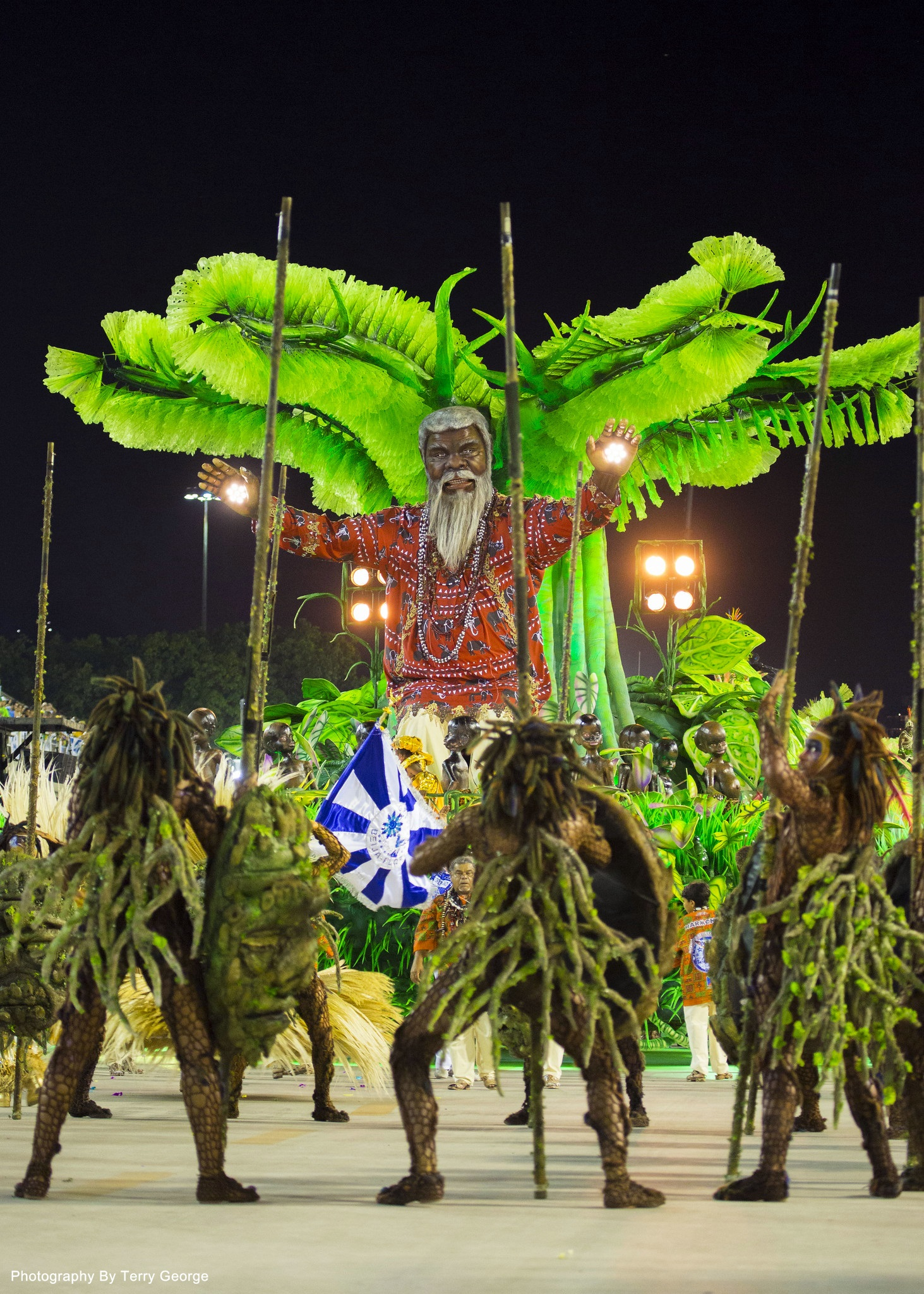
Um griô com as feições de Laíla na abertura do desfile campeão da Beija-Flor no carnaval de 2015.

A Beija-Flor foi quarta colocada no carnaval de 2012 com mais uma junção de samba-enredo de Laíla. No carnaval de 2013 conquistou o vice-campeonato. Para o carnaval de 2014, em homenagem ao empresário Boni, Laíla contratou o coreógrafo Marcelo Misailidis e pediu que ele fizesse uma Comissão de Frente integrada com o casal de mestre-sala e porta-bandeira, Claudinho e Selminha. A ideia recebeu críticas e foi despontuada no julgamento oficial. A Beija-Flor obteve o sétimo lugar, seu pior resultado em 22 anos. Desde 1992, a escola não ficava de fora do Desfile das Campeãs. A agremiação conseguiu a pontuação máxima apenas no quesito Bateria. O quesito mais despontuado foi Samba-enredo, com a perda de um ponto. O resultado gerou protestos de Laíla, que chegou a ameaçar não desfilar no ano seguinte caso os jurados não fossem trocados. O diretor também defendeu a extinção do quesito Conjunto. A LIESA acatou as reivindicações e trocou todos os julgadores de Samba-enredo, além de acabar com o quesito Conjunto. Em 2014, Laíla também foi Consultor de Carnaval na Inocentes de Belford Roxo, além de supervisionar a disputa de samba-enredo da agremiação, que resultou em mais uma junção feita pelo diretor. A Beija-Flor voltou a ser campeã no carnaval de 2015 com um polêmico desfile sobre a Guiné Equatorial, país comandado por um regime ditatorial. Laíla foi homenageado no tripé que abriu o desfile e tinha suas feições. Na véspera do desfile de 2016, a LIESA comunicou o afastamento de um julgador de Bateria, sem justificar o motivo. Após a apuração do resultado, Laíla deu uma entrevista dizendo ter recebido um áudio em que o julgador assumia que tiraria pontos das escolas Beija-Flor, Imperatriz e Salgueiro. Laíla teria repassado o áudio ao presidente da LIESA, que imediatamente determinou o afastamento do julgador. Laíla também denunciou um esquema de favorecimento à Unidos da Tijuca, que seria comandado pela ex-julgadora Sulamita Trzcina. Em resposta, Fernando Horta, presidente da Tijuca, chamou Laíla de "caduco" e "funcionário em decadência". Diante das denúncias de fraude, a Polícia Civil determinou a abertura de um inquérito na Delegacia Fazendária. Com a divulgação dos áudios ficou provado que as escolas citadas pelo jurado foram Beija-Flor, Salgueiro e Unidos da Tijuca, e não Imperatriz, como dito por Laíla. Após quatro meses de investigação, a Polícia Civil arquivou o inquérito por não ter identificado nenhuma fraude no concurso.

### 2017–2021: Saída da Beija-Flor e últimos carnavais

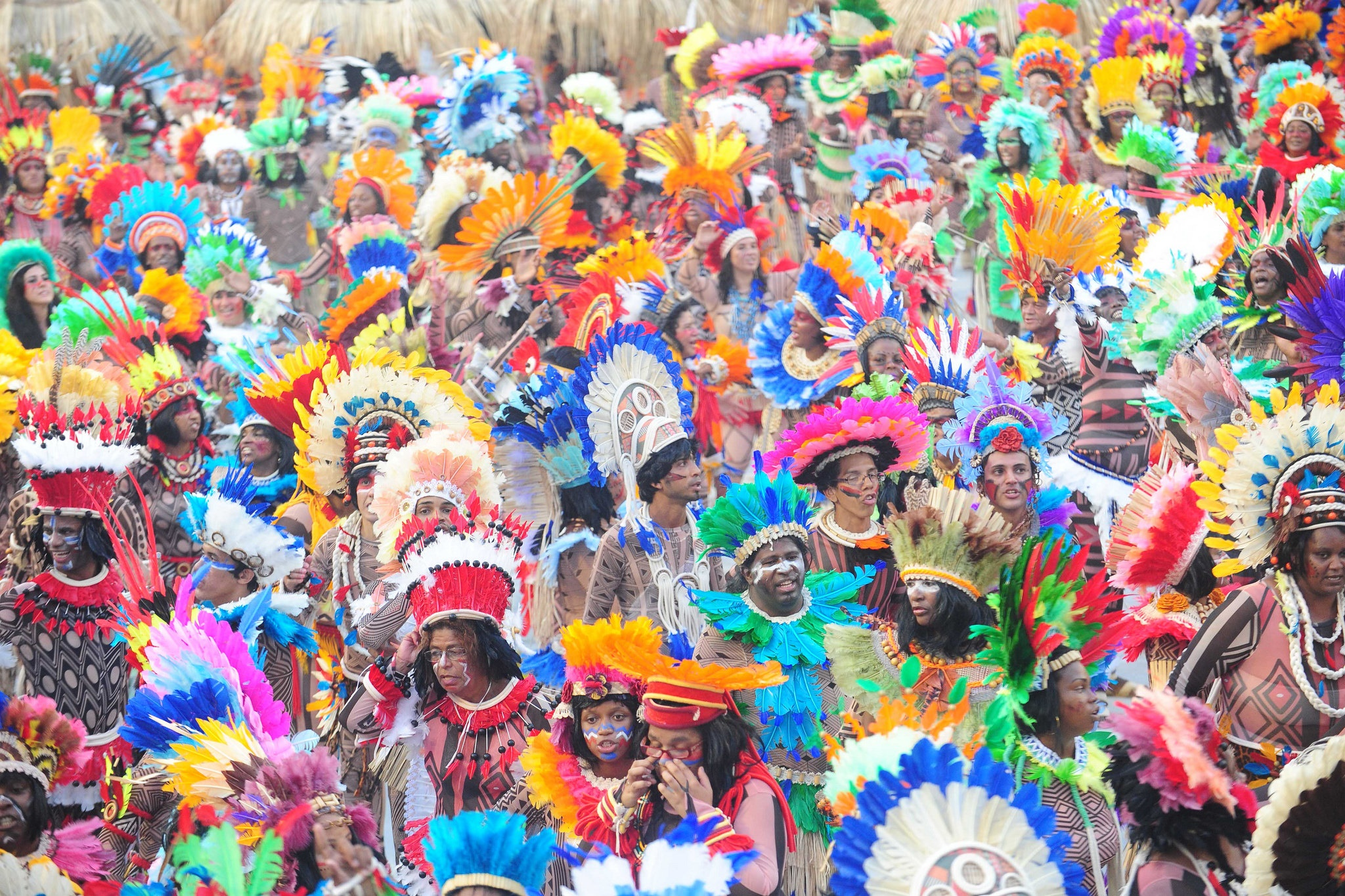
O inovador desfile "sem alas" da Beija-Flor no carnaval de 2017.

Após conquistar o quinto lugar no carnaval de 2016, Laíla decidiu inovar no carnaval de 2017 ao abolir a tradicional divisão do desfile em alas, substituídas por grandes blocos de componentes fantasiados de indígenas, com fantasias em formas e cores diferentes. Entre os blocos de "indígenas", haviam atos com a teatralização do enredo, baseado no romance Iracema, de José de Alencar. A inovação não foi bem aceita pelos jurados e a Beija-Flor perdeu pontos em Fantasias e Enredo, se classificando em sexto lugar. Em janeiro de 2017, após o ensaio técnico da Beija-Flor no Sambódromo, Laíla passou mal e foi internado com quadro clínico de dispneia e precisou passar por um cateterismo cardíaco.
Para o carnaval de 2018, Gabriel David, filho do patrono da Beija-Flor, teve autorização do pai para participar do processo criativo do carnaval junto aos carnavalescos. Aos vinte anos de idade, ocupando o posto de conselheiro da agremiação, Gabriel teve a ideia de fazer um desfile cênico, que interagisse com o público. A ideia era "modernizar" o desfile com "atos" coreografados (o que já tinha sido testado no carnaval anterior) e alegorias teatralizadas, com várias encenações acontecendo ao mesmo tempo. Coreógrafo da comissão de frente da escola, Marcelo Misailidis ficou responsável pela concepção das alegorias coreografadas. Em mais uma reformulação da Comissão de Carnaval, Cid Carvalho retornou à escola, e Misailidis também passou a compor a Comissão. Para investir em um visual moderno, a escola abriu mão do luxo que a caracterizou durante anos, apostando em alegorias pouco carnavalizadas. Acostumada a ter destaques de luxo em quase todos os carros, a agremiação decidiu reunir todos, com fantasias iguais, na última alegoria, a única com visual mais tradicional. Diante da decisão, alguns destaques decidiram não desfilar, enquanto outros escolheram desfilar em outras escolas. As ideias de Gabriel e Misailidis encontraram resistência dentro da própria agremiação. O patrono, Anísio, teve que interferir algumas vezes para apaziguar os ânimos na diretoria. Acostumado a ditar as ordens na Comissão de Carnaval, Laíla teve sua liderança reduzida e não escondeu seu desagrado. O enredo de 2018, "Monstro É Aquele que não Sabe Amar. Os Filhos Abandonados da Pátria que os Pariu" foi idealizado pelo coreógrafo da Comissão de Frente da escola, Marcelo Misailidis, a partir da ideia de Gabriel David, que pediu um enredo de crítica social com referências políticas da época. O enredo faz uma analogia entre a obra Frankenstein (que completou duzentos anos de lançamento em 2018) e as mazelas sociais do Brasil. O desfile dividiu a opinião dos especialistas. Foram elogiados os chamados "quesitos de chão" (harmonia e evolução), além da parte musical (bateria e samba-enredo) e o casal Selminha e Claudinho; enquanto a plástica (alegorias e fantasias), enredo e comissão de frente, foram duramente criticados. Numa disputa acirrada, a Beija-Flor foi campeã do carnaval, conquistando seu 14.º título. Após a vitória da Beija-Flor, Laíla fez críticas à perda de espaço no comando do carnaval da escola. O desabafo do diretor expôs o conflito interno dentro da agremiação após a ascensão de Gabriel David e suas ideias de modernização do desfile junto ao coreógrafo Marcelo Misailidis. Em 26 de fevereiro de 2018, cerca de uma semana após o Desfile das Campeãs, a Beija-Flor comunicou o desligamento "amigável" de Laíla, encerrando uma das maiores parcerias da história do carnaval carioca. Em três passagens pela escola, com a última durando 23 anos, Laíla conquistou treze títulos com a agremiação.

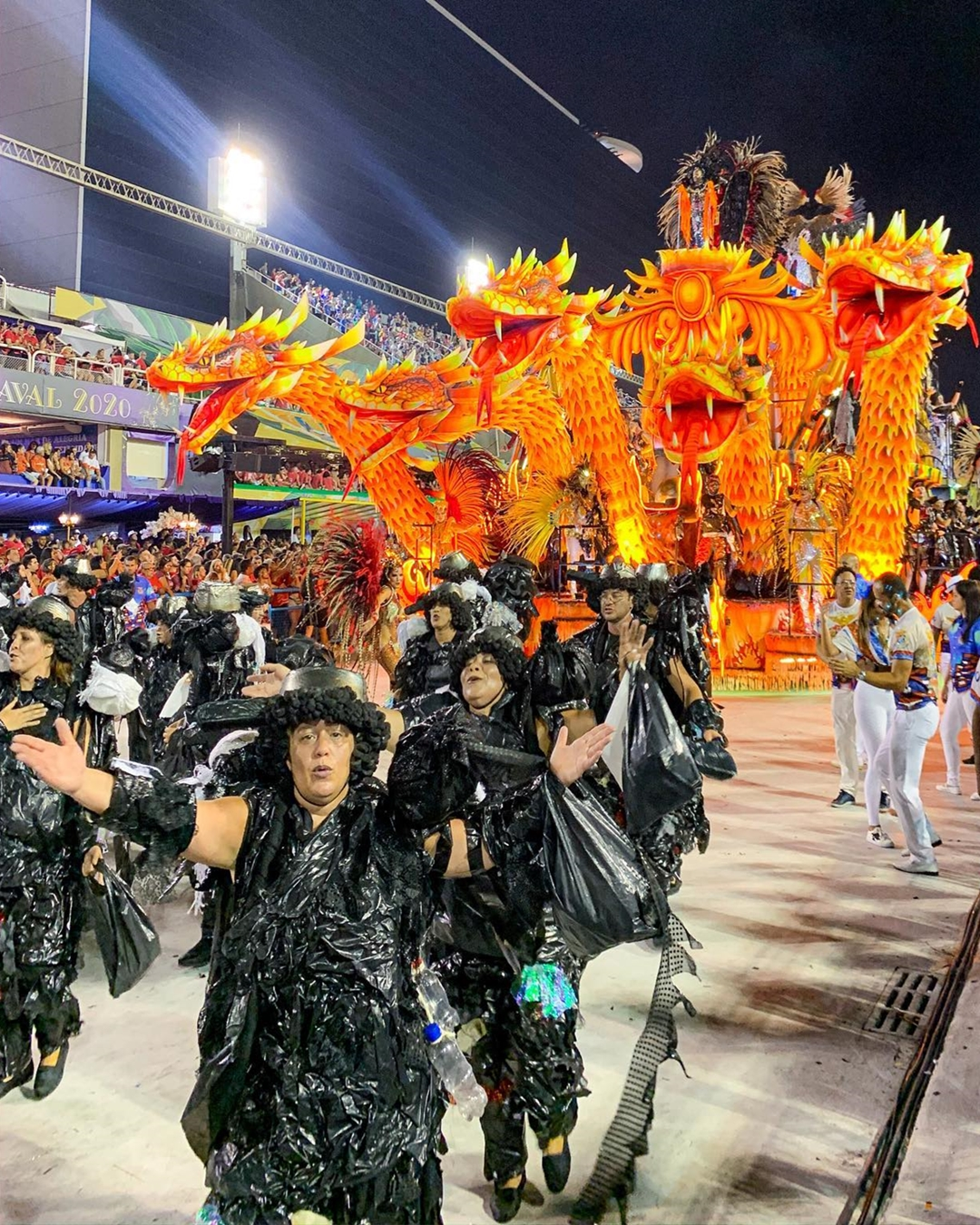
Desfile da União da Ilha em 2020, o último da carreira de Laíla.

Superando a briga com Fernando Horta no carnaval de 2016, Laíla foi convidado por ele para integrar a Comissão de Carnaval da Unidos da Tijuca junto com Annik Salmon, Marcus Paulo, Hélcio Paim e Fran Sérgio. A escola se classificou em sétimo lugar no carnaval de 2019. Sem receber salário, Laíla se desligou da agremiação após o carnaval. No mesmo ano, a Beija-Flor manteve o estilo "moderno" adotado por Gabriel David e Marcelo Misailidis, mas obteve um dos piores resultados de sua história, se classificando em décimo primeiro lugar, perto da zona de rebaixamento. Para 2020, a escola decidiu acabar com a Comissão de Carnaval, montada por Laíla em 1998 e voltou a apostar num estilo de desfile mais clássico, investindo no luxo que a caracterizou durante anos. Ainda em 2019, Laíla integrou a Comissão de Carnaval da Águia de Ouro, em São Paulo, fazendo uma junção de samba-enredo com quatro obras, que resultou num samba de 33 compositores. A escola foi a sexta colocada do Grupo Especial paulistano. No carnaval de 2020, Laíla integrou a Comissão de Carnaval da União da Ilha do Governador junto com Fran Sérgio e Cahê Rodrigues. A contratação foi festejada pela comunidade da escola, uma vez que Laíla era morador da Ilha do Governador há trinta anos. Na escola, Laíla inovou ao deixar os compositores mais livres para compor os sambas sem fazer apresentar uma sinopse do enredo. No desfile, a escola teve problemas de evolução e ultrapassou o tempo máximo de apresentação, se classificando na última colocação. Pela primeira vez, Laíla foi rebaixado no carnaval. Após o resultado, Laíla e Cahê trocaram diversas acusações. Segundo Laíla, o projeto estava indo "muito bem até a chegada do Cahê, que entrou numa disputa com o Fran Sérgio e o enredo mudou". Cahê rebateu, declarando que "a decisão pelo enredo foi do Laíla, o título foi dele, e a plástica dele e do Fran Sérgio. Cheguei a manifestar em uma reunião com o presidente que não concordava com a condução do enredo, mas fui voto vencido. Se tem um único culpado pelo rebaixamento da Ilha é o Laíla. Ficaria mais bonito se ele assumisse". Laíla novamente rebateu a declaração de Cahê, afirmando que "Esse rapaz depois de um determinado tempo mudou. Eu ainda perguntei o que estava acontecendo e ele respondeu que nada. E depois vem dar uma declaração dessa, que não é verdadeira. Não tive ingerência nenhuma. Deixei que todos criassem e eu simplesmente apoiei. Não tomei decisão nenhuma no carnaval sem o aval de nenhum deles". Em nova declaração, Cahê disse que nunca gostou da proposta do enredo e chegou a expressar isso algumas vezes dentro da comissão de carnaval e até ao presidente da escola, "só que como fazia parte de uma comissão de carnaval, entendia o tempo todo que tudo era discutido dentro de uma comissão e que possivelmente quando fosse voto vencido teria de respeitar a opinião de todos. E assim foi feito. Minhas ideias não foram aprovadas num primeiro momento, mas para o bom convívio de todo eu precisei recuar e atender os pedidos e decisões tomadas por ele (Laíla), que era o chefe da equipe". Após o carnaval, a União da Ilha desfez sua Comissão de Carnaval, demitindo Laíla, Cahê e Fran Sérgio. Pela primeira vez em muitos anos, Laíla ficou sem escola para trabalhar no carnaval de 2021, que acabou sendo cancelado devido à Pandemia de Covid-19. Em uma de suas últimas entrevistas, Laíla declarou "Se eu parar eu vou morrer".
"Eu me sinto muito capacitado. O físico não tem nada a ver com a minha cabeça. As pessoas falam muito que tô velho… tô velho porra nenhuma. Eu sempre trabalhei nesse sistema que está implantado hoje no Carnaval, dividindo, botando as pessoas nos seus devidos lugares. Eu não penso em parar. Se eu parar eu vou morrer. Eu sou um homem que gosta de trabalhar. Acredito e tenho certeza que ainda tenho muito a dar e contribuir Carnaval."
— Laíla em uma de suas últimas entrevistas, em 27 de maio de 2020, dia em que completou 78 anos de idade.

## Morte
Laíla deu entrada no Hospital Israelita Albert Sabin, na Tijuca, Zona Norte do Rio, para exames de rotina, no dia 12 de junho. Por ter tido contato com um infectado pelo coronavírus, Laíla foi submetido ao teste de Covid-19 e positivou para a doença. Paciente de risco, pela idade e outros problemas de saúde, ele foi internado na Unidade de Terapia Intensiva (UTI) para acompanhamento do quadro. Às onze horas e trinta minutos da manhã do dia 18 de junho de 2021, Laíla sofreu uma parada cardíaca, morrendo aos 78 anos de idade.
No dia seguinte à morte, o corpo de Laíla foi enterrado no Cemitério de São Francisco Xavier, no Caju, Zona Norte do Rio. Devido aos protocolos de prevenção ao coronavírus, não houve velório. Apenas uma cerimônia foi realizada ao ar livre. No momento do sepultamento, somente a família do sambista pode ficar próxima. As bandeiras de Beija-Flor e Salgueiro, escolas onde Laíla teve passagens mais marcantes, foram postas sobre o caixão. Antes do cortejo, foi feita uma oração por um padre e uma babalorixá. Alguns sambistas discursaram. Os sambas da Beija-Flor de 2001 e do Salgueiro de 1974, além do clássico "Não Deixe o Samba Morrer" foram cantados pelos presentes.
Repercussão
Várias escolas de samba usaram as redes sociais para lamentar a morte de Laíla. Entre elas, a Beija-Flor divulgou que "Laíla deixa uma legião de admiradores que o viram revolucionar o espetáculo da Marquês de Sapucaí ao longo de mais de cinquenta anos de trabalho". O Salgueiro declarou que "Filho da Revolução Salgueirense, Laíla é um dos grandes nomes da história do Carnaval. Polêmico, enérgico, curioso, líder, genial. Impactou definitivamente a maneira de evoluir das escolas de samba ao compactar os desfiles e deslocar a massa de componentes com unidade rítmica, harmônica e de forma pulsante. A voz grave que participou de momentos inesquecíveis do Carnaval faz ecoar as diretrizes de um modelo de apresentação em cortejo único no mundo: o desfile das escolas de samba. Foi assim que Laíla fez-se Rei no reinado dos grandes desfiles".
A Liga Independente das Escolas de Samba de São Paulo divulgou nota declarando que "Em São Paulo, sua participação em algumas agremiações contribuiu para o crescimento dos desfiles no Anhembi". A Liga Independente das Escolas de Samba do Rio de Janeiro divulgou nota declarando que "Laíla deixa um imenso legado para o carnaval carioca, tendo se dedicado às escolas de samba por mais de cinquenta anos".
Personalidades também repercutiram a morte de Laíla. O prefeito do Rio, Eduardo Paes, declarou: "Sempre tive inveja da Beija-flor por ter esse cara e ele não estar na minha Portela. Que perda para a nossa cultura. Meus sentimentos aos amigos e familiares. Obrigado por tudo que você fez pelo carnaval carioca! Salve Laíla!". O Governador do Rio, Cláudio Castro, divulgou comunicado dizendo "A comunidade do carnaval está de luto. Luiz Fernando do Carmo, o Laíla, não resistiu à COVID-19. Deixa um legado histórico e uma gratidão indescritível a quem faz o carnaval. Vá em Paz, Mestre. Aos familiares e amigos desejo força e superação na alegria que ele inspirava". Neguinho da Beija-Flor escreveu que "Vai ficar a saudade daquele que foi meu primeiro produtor musical, no início da minha carreira, no Cordão da Bola Preta, meu amigo durante cinquenta anos da minha vida!! Personalidade fortíssima, excelente profissional e amigo de todas as horas!! Luiz Fernando Ribeiro do Carmo, o Laíla, melhor diretor de carnaval de todos os tempos!!". Selminha Sorriso escreveu: "Sou muito grata por muito o que aprendi! Eram poucos os elogios, mas muito aprendizado! Aprendi a ser como um soldado na guerra, que nunca se cansa, que nunca reclama, que sozinho não se chega a lugar algum".

## Vida pessoal
Laíla foi casado por mais de cinquenta anos com Marli da Silva Ribeiro, com quem teve dois filhos: Luiz Cláudio da Silva Ribeiro e Denize da Silva Ribeiro. Denize morreu nove dias após a morte do pai, em 26 de junho de 2021, aos 56 anos de idade. Ela foi internada dois dias antes de Laíla e também morreu por complicações causadas pela Covid-19. Laíla também é pai adotivo de Laísa Lima, filha de Elaine Rosa Lemos Lima, com quem Laíla teve um caso extraconjugal. Elaine teria afirmando ao artista que ele era pai de Laísa e exigido que fosse feito o registro de nascimento e o reconhecimento da paternidade. Laíla fez o registro para evitar um escândalo, mas afirmava ter certeza de que a criança não era sua filha. Posteriormente, um exame de DNA comprovou que ele não era pai biológico de Laísa, mas a paternidade foi mantida devido ao elo afetivo mantido pelos dois. O imbróglio extraconjugal resultou numa ação judicial movida por Laíla para anular uma escritura de união estável, datada de 2010, entre ele e Elaine. Na ação, Laíla argumentou que foi coagido por Elaine a assinar o documento após ela fazer ameaças de expor o relacionamento entre os dois. Elaine contestou legalmente a ação, argumentando que mantinha um relacionamento com o artista, sendo apresentada a terceiros como sua companheira, além de conviver conjugalmente em residência comum com ele. O processo conta com cerca de cem imagens que mostram Laíla e Elaine em diversas situações de afeto, além de fotos juntos com Laísa.
Religiosidade

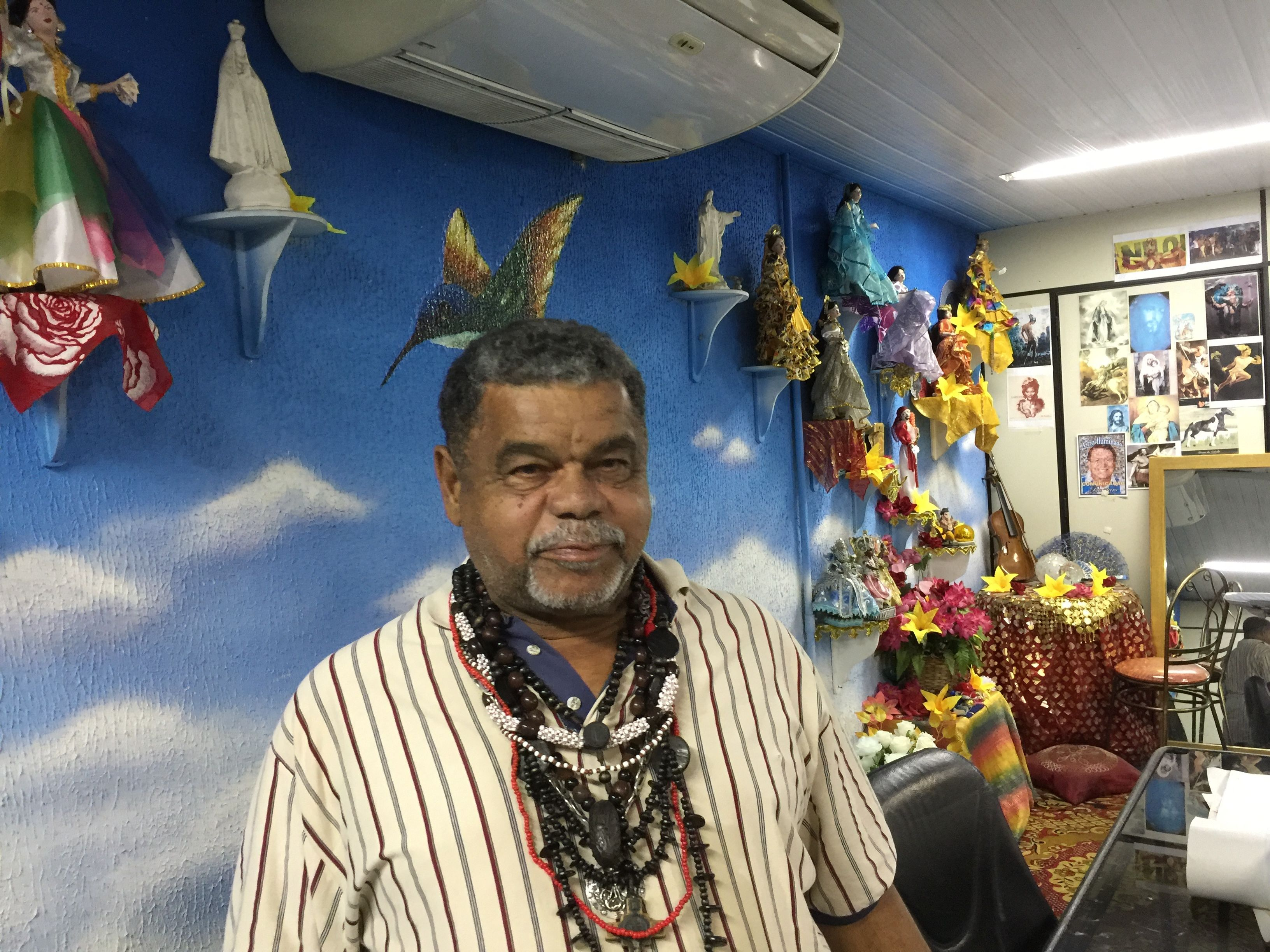
Laíla em sua sala no barracão da Beija-Flor. Atrás dele, altares com santos, orixás e entidades.

Laíla tinha uma espiritualidade eclética, professando a fé em Deus, herdada do Catolicismo, mas também mantendo a crença na Umbanda e no Candomblé. Tinha Xangô como seu orixá regente. Em seus espaços de convivência, tanto em sua residência quanto no ambiente de trabalho, mantinha altares com diversas imagens de santos católicos, orixás do Candomblé e entidades da Umbanda. Laíla tinha uma identidade visual forte, sempre usando diversas guias de contas penduradas no pescoço. Também eram famosos os despachos realizados por ele no sambódromo antes dos desfiles.

## Carnavais
Laíla esteve no Salgueiro desde a sua fundação em 1953, mas passou a ocupar cargo de liderança em 1968, quando assumiu a Direção de Carnaval e Harmonia da agremiação.
| Legenda: N Escola foi campeã |

| Ano  | Grupo         | Escola                    | Classificação          | Ocupação                                             |
| ---- | ------------- | ------------------------- | ---------------------- | ---------------------------------------------------- |
| 1968 | Grupo 1       | Salgueiro                 | 3.º Lugar              | Diretor de Carnaval e Harmonia                       |
| 1969 | Grupo 1       | Salgueiro                 | Campeã                 | Diretor de Carnaval e Harmonia                       |
| 1970 | Grupo 1       | Salgueiro                 | Vice-campeã            | Diretor de Carnaval e Harmonia                       |
| 1971 | Grupo 1       | Salgueiro                 | Campeã                 | Diretor de Carnaval e Harmonia                       |
| 1972 | Grupo 1       | Salgueiro                 | 5.º Lugar              | Diretor de Carnaval e Harmonia                       |
| 1973 | Grupo 1       | Salgueiro                 | 3.º Lugar              | Diretor de Carnaval e Harmonia                       |
| 1974 | Grupo 1       | Salgueiro                 | Campeã                 | Diretor de Carnaval e Harmonia                       |
| 1975 | Grupo 1       | Salgueiro                 | Campeã                 | Diretor de Carnaval e Harmonia                       |
| 1976 | Grupo 1       | Beija-Flor                | Campeã                 | Diretor de Carnaval e Harmonia                       |
| 1977 | Grupo 1       | Beija-Flor                | Campeã                 | Diretor de Carnaval e Harmonia                       |
| 1978 | Grupo 1       | Beija-Flor                | Campeã                 | Diretor de Carnaval e Harmonia                       |
| 1979 | Grupo 1A      | Beija-Flor                | Vice-campeã            | Diretor de Carnaval e Harmonia                       |
| 1980 | Grupo 1A      | Beija-Flor                | Campeã                 | Diretor de Carnaval e Harmonia                       |
| 1980 | Grupo 1B      | Unidos da Tijuca          | Campeã                 | Diretor de Carnaval e Harmonia                       |
| 1981 | Grupo 1A      | Unidos da Tijuca          | 8.º Lugar              | Diretor de Carnaval e Harmonia                       |
| 1982 | Grupo 1A      | Unidos da Tijuca          | 9.º Lugar              | Diretor de Carnaval e Harmonia                       |
| 1984 | Grupo 1A      | Salgueiro                 | 4.º Lugar              | Diretor de Carnaval e Harmonia                       |
| 1986 | Grupo 1A      | Vila Isabel               | 11.º Lugar             | Diretor de Carnaval e Harmonia                       |
| 1986 | Belém         | Arco-Íris                 | Campeã                 | Diretor de Carnaval e Harmonia                       |
| 1987 | Belém         | Arco-Íris                 | Campeã                 | Diretor de Carnaval e Harmonia                       |
| 1988 | Belém         | Arco-Íris                 | Vice-campeã            | Diretor de Carnaval e Harmonia                       |
| 1989 | Grupo 1       | Beija-Flor                | Vice-campeã            | Diretor de Carnaval e Harmonia                       |
| 1990 | Especial      | Beija-Flor                | Vice-campeã            | Diretor de Carnaval e Harmonia                       |
| 1991 | Especial      | Beija-Flor                | 4.º Lugar              | Diretor de Carnaval e Harmonia                       |
| 1992 | Especial (RJ) | Beija-Flor                | 7.º Lugar              | Diretor de Carnaval e Harmonia                       |
| 1992 | Grupo A (RJ)  | Grande Rio                | Campeã                 | Diretor de Carnaval                                  |
| 1992 | Especial (SP) | Peruche                   | 4.º Lugar              | Diretor de Carnaval                                  |
| 1993 | Especial      | Grande Rio                | 9.º Lugar              | Diretor de Carnaval                                  |
| 1994 | Especial      | Grande Rio                | 12.º Lugar             | Diretor de Carnaval                                  |
| 1995 | Especial      | Beija-Flor                | 3.º Lugar              | Diretor de Carnaval e Harmonia                       |
| 1996 | Especial      | Beija-Flor                | 3.º Lugar              | Diretor de Carnaval e Harmonia                       |
| 1997 | Especial      | Beija-Flor                | 4.º Lugar              | Diretor de Carnaval e Harmonia                       |
| 1998 | Especial      | Beija-Flor                | Campeã                 | Diretor de Carnaval, Harmonia e Comissão de Carnaval |
| 1999 | Especial      | Beija-Flor                | Vice-campeã            | Diretor de Carnaval, Harmonia e Comissão de Carnaval |
| 1999 | Especial      | Estado Maior da Restinga  | Campeã                 | Diretor de Carnaval                                  |
| 2000 | Especial      | Beija-Flor                | Vice-campeã            | Diretor de Carnaval, Harmonia e Comissão de Carnaval |
| 2001 | Especial      | Beija-Flor                | Vice-campeã            | Diretor de Carnaval, Harmonia e Comissão de Carnaval |
| 2002 | Especial      | Beija-Flor                | Vice-campeã            | Diretor de Carnaval, Harmonia e Comissão de Carnaval |
| 2003 | Especial      | Beija-Flor                | Campeã                 | Diretor de Carnaval, Harmonia e Comissão de Carnaval |
| 2004 | Especial      | Beija-Flor                | Campeã                 | Diretor de Carnaval, Harmonia e Comissão de Carnaval |
| 2005 | Especial      | Beija-Flor                | Campeã                 | Diretor de Carnaval, Harmonia e Comissão de Carnaval |
| 2006 | Especial      | Beija-Flor                | 5.º Lugar              | Diretor de Carnaval, Harmonia e Comissão de Carnaval |
| 2007 | Especial      | Beija-Flor                | Campeã                 | Diretor de Carnaval, Harmonia e Comissão de Carnaval |
| 2008 | Especial      | Beija-Flor                | Campeã                 | Diretor de Carnaval, Harmonia e Comissão de Carnaval |
| 2009 | Especial      | Beija-Flor                | Vice-campeã            | Diretor de Carnaval, Harmonia e Comissão de Carnaval |
| 2010 | Especial      | Beija-Flor                | 3.º Lugar              | Diretor de Carnaval, Harmonia e Comissão de Carnaval |
| 2011 | Especial      | Beija-Flor                | Campeã                 | Diretor de Carnaval, Harmonia e Comissão de Carnaval |
| 2012 | Especial      | Beija-Flor                | 4.º Lugar              | Diretor de Carnaval, Harmonia e Comissão de Carnaval |
| 2013 | Especial      | Beija-Flor                | Vice-campeã            | Diretor de Carnaval, Harmonia e Comissão de Carnaval |
| 2014 | Especial      | Beija-Flor                | 7.º Lugar              | Diretor de Carnaval, Harmonia e Comissão de Carnaval |
| 2014 | Série A       | Inocentes de Belford Roxo | 10.º Lugar             | Consultor de Carnaval                                |
| 2015 | Especial      | Beija-Flor                | Campeã                 | Diretor de Carnaval, Harmonia e Comissão de Carnaval |
| 2016 | Especial      | Beija-Flor                | 5.º Lugar              | Diretor de Carnaval, Harmonia e Comissão de Carnaval |
| 2017 | Especial      | Beija-Flor                | 6.º Lugar              | Diretor de Carnaval, Harmonia e Comissão de Carnaval |
| 2018 | Especial      | Beija-Flor                | Campeã                 | Diretor de Carnaval, Harmonia e Comissão de Carnaval |
| 2019 | Especial (RJ) | Unidos da Tijuca          | 7.º Lugar              | Diretor de Carnaval, Harmonia e Comissão de Carnaval |
| 2019 | Especial (SP) | Águia de Ouro             | 6.º Lugar              | Diretor de Carnaval, Harmonia e Comissão de Carnaval |
| 2020 | Especial      | União da Ilha             | 13.º Lugar (Rebaixada) | Diretor de Carnaval, Harmonia e Comissão de Carnaval |

## Títulos
Ocupando cargos de liderança, Laíla participou de dezessete títulos na elite do carnaval carioca.
| Divisão                  | Títulos | Carnavais                                                                                             |
| ------------------------ | ------- | --- |
| Primeira Divisão (RJ)    | 17      | 1969, 1971, 1974, 1975, 1976, 1977, 1978, 1980, 1998, 2003, 2004, 2005, 2007, 2008, 2011, 2015 e 2018 |
| Segunda Divisão (RJ)     | 2       | 1980 e 1992                                                                                           |
| Primeira Divisão (Belém) | 2       | 1986 e 1987                                                                                           |
| Primeira Divisão (POA)   | 1       | 1999                                                                                                  |

## Premiações
- Estandarte de Ouro

1. 1973 - Destaque (Salgueiro) [97]

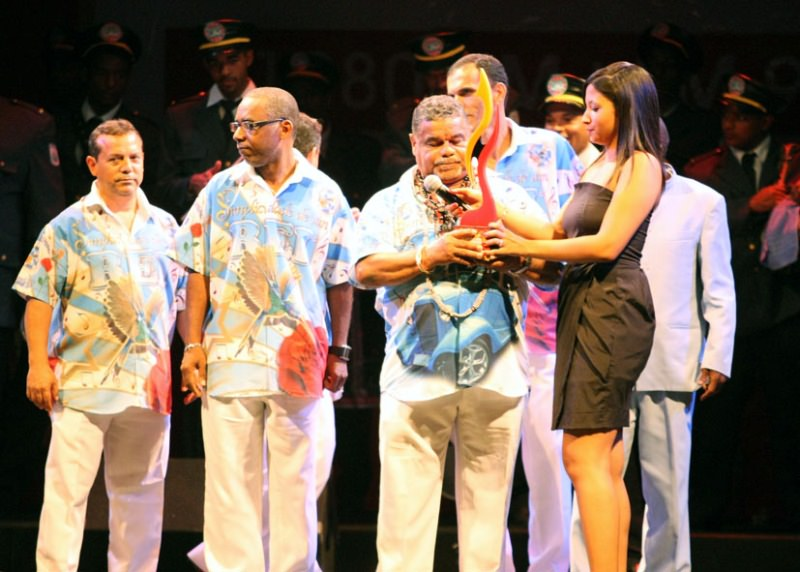
Laíla recebendo uma premiação em 2011.

2. 1981 - Personalidade (Unidos da Tijuca) [13]

- Gato de Prata

1. 2018 - Melhor diretor de carnaval (Beija-Flor) [98]

- Plumas & Paetês Cultural

1. 2008 - Melhor diretor de carnaval (Beija-Flor) [99]
2. 2017 - Melhor diretor de carnaval (Beija-Flor) [100]

- S@mba-Net

1. 2018 - Personalidade [101]

- Troféu Explosão in Samba

1. 2018 - Personalidade do Carnaval [102]

- Troféu Sambista

1. 2018 - Prêmio Especial [103]

## Homenagens

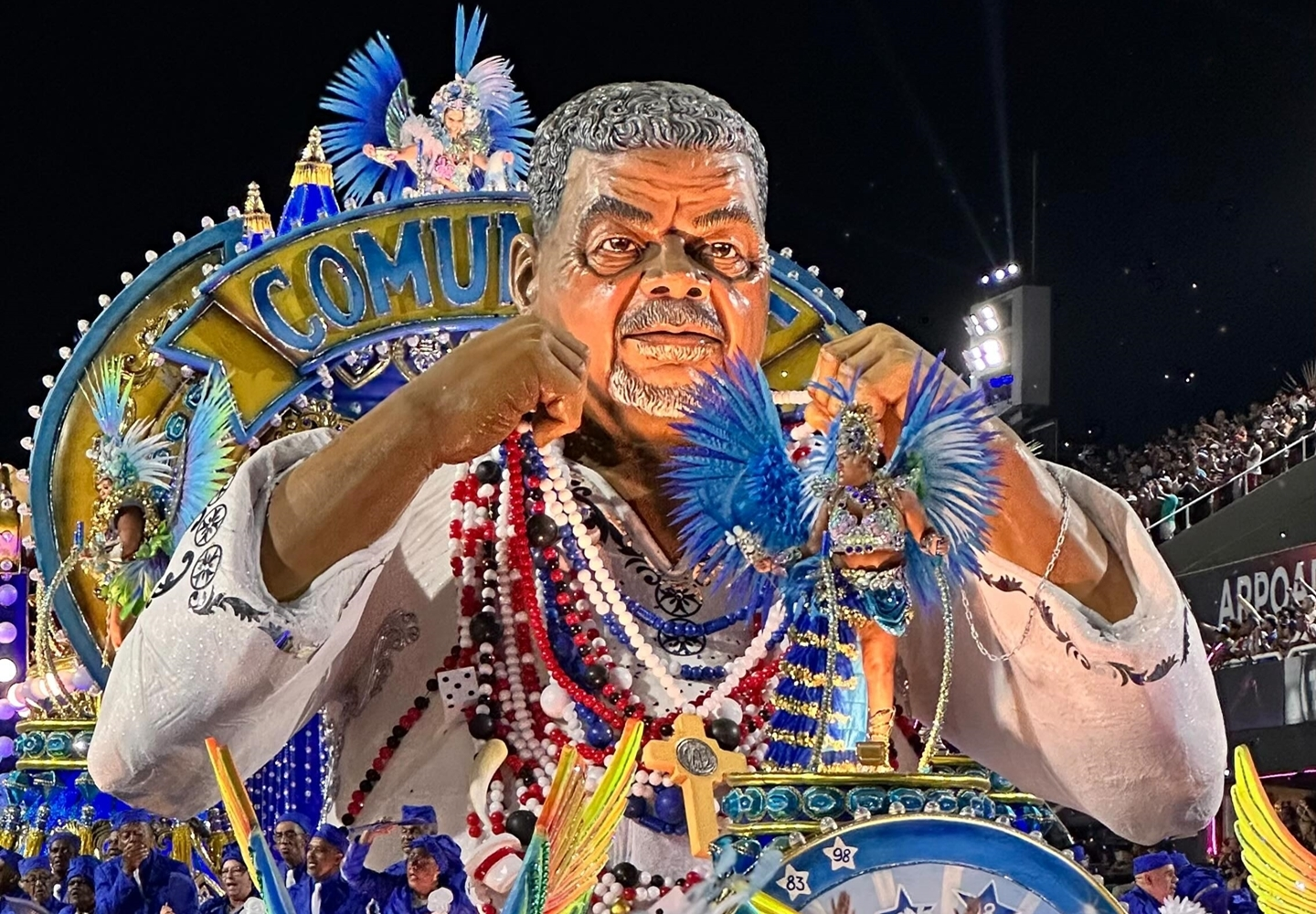
Escultura de Laila no desfile campeão da Beija-Flor no carnaval de 2025.

- Em 2016, Laíla recebeu a Medalha do Mérito Engenheiro Belfort Roxo, a maior honraria concedida pela Câmara Municipal de Belford Roxo.[104]
- Em 2017, recebeu uma Moção de Aplausos da Câmara dos Vereadores do Rio de Janeiro pelos cinquenta anos de serviços prestados à cultura carioca.[105]
- Após sua morte, a Beija-Flor batizou seu barracão na Cidade do Samba de "Laíla".[106]
- A Beija-Flor homenageou Laíla no carnaval de 2022 com uma escultura na ultima alegoria do seu desfile.[107]
- Também em 2022, a peça teatral "Joãosinho e Laíla: Ratos e Urubus, Larguem Minha Fantasia", com texto de Márcia Santos e direção de Édio Nunes, retratou o processo de criação do desfile "Ratos e Urubus", de 1989, e os acontecimentos dele decorrentes, focando nos temperamentos, visões de mundo e de vida de Laíla e Joãosinho Trinta.[6]
- A Beija-Flor homenageou Laíla no carnaval de 2025 com o enredo "Laíla de Todos os Santos, Laíla de Todos os Sambas", vencendo o carnaval carioca pela décima quinta vez.[7]